# Masama Kusini
Masama Kusini (übersetzt Masama Süd) ist ein Verwaltungsbezirk (Ward) des Distrikts Hai in der tansanischen Region Kilimandscharo.

## Geografie
Masama Kusini liegt im Nordosten von Tansania etwa 15 Kilometer westlich der Regionshauptstadt Moshi an der Nationalstraße T2 von Moshi nach Arusha.
Der Bezirk grenzt im Norden an Masama Magharibi und Masama Kati, im Osten an Romu, Machame Kaskazini und Mnadani, im Süden an Weruweru und Bondeni und im Westen an Bomang'ombe und an Donyomurwak im Distrikt Siha. Bei der Volkszählung 2022 lebten 18.524 Menschen in 4899 Haushalten auf einer Fläche von 66 Quadratkilometern.

## Gliederung
Der Bezirk besteht aus vier Gemeinden (Mtaa) mit 16 Orten (Kitongoji):
| Kwasadala - Mjini - Msasani - Dipu - Matouwo - Makuna | Kware - Kengele - Udoro - Kware Madukani - Boma Kati | Mungushi - Masinonda - Mwangaza - Mungushi Kati - Nkwamakuu | Mkombozi - Zarau - Korongoni - Mbololo |

## Wirtschaft und Infrastruktur
- Bildung: Im Bezirk liegen die zwei weiterführenden Schulen Mukwasa Secondary School und Isalu Secondary School.[7] Jene ist eine staatliche Schule, diese eine private. Beide bilden Mädchen und Burschen bis zur 4. Stufe aus.[8][9]
- Gesundheit: In der Gemeinde Kware gibt es eine öffentliche Apotheke[10] und je eine private in Kwasadala[11] und Mungushi.[12]